# 음력 6월 28일
음력 6월 28일은 음력 6월의 28번째 날이다.

## 사건
- 1974년 - 육영수 저격 사건, 서울특별시 광복절 기념행사장에서 조총련계 재일동포 문세광이 박정희 대통령을 시해하려다 부인 육영수를 살해한 사건이 발생. 육영수 여사 외에 합창단원인 장봉화 양이 사망.
- 2011년 - 아시아나항공 991편이 화재로 인한 회항 도중 제주특별자치도 해안에서 추락.

## 문화
- 1894년 - 조선, 철도국 창설.
- 1974년 - 서울 지하철 1호선 개통.
- 1996년 - 서울 지하철 5호선 까치산역 ~ 여의도역 구간 개통.
- 2002년 - 김유정문학촌 개관.

## 탄생
- 1978년 - 대한민국의 희극인 안상태.
- 1994년 - 대한민국의 골프 선수 권지람.
- 1998년 - 대한민국의 가수 엄지.

## 사망
- 1567년 - 조선 13대 국왕 명종.
- 1800년 - 조선 22대 국왕 정조.
- 1974년 - 대한민국 제5~9대 박정희 전 대통령 영부인 육영수.
- 2005년 - 대한민국의 성우 엄주환.
- 2009년 - 대한민국 제15대 대통령 김대중.
- 2014년 - 대한민국의 가수 유채영.

## 같이 보기
- 음력 360일: 1월 2월 3월 4월 5월 6월 7월 8월 9월 10월 11월 12월
- 전날:6월 27일 다음날:6월 29일 - 전달:5월 28일 다음달:7월 28일
- 양력:6월 28일
- 음력, 윤달